# 松岡篤
松岡 篤（まつおか あつし、1985年5月22日 - ）は、日本の政治家。東京都議会議員（1期）。
平成27年29歳で小平市議会議員初当選。
自民党小平総支部に所属し、令和3年より第26代小平市議会議長に就任し、市議会における、第4次長期総合計画基本構想特別委員会、決算特別委員会、総務委員会など委員長を多数務める。
2023年3月に一橋大学大学院国際・公共政策教育部。修士課程を卒業。
他、明治学院大学、嘉悦大学、関西学院大学などで講師を務める。
2025年3月　小平市長選に出馬することにより、自民党政和会から離党勧告を受け、無所属となる。それを受け3月9日　小平市内の事務所にて、記者会見を開く。翌3月10日小平市議会に議員辞職願いを提出。
2025年3月11日　朝日新聞、読売新聞、毎日新聞、東京新聞、都政新報に小平市長選に出馬の意向が掲載される。
4月6日投票の市長選に無所属で立候補したが現職の小林洋子に敗れた。
6月22日の東京都議会議員選挙に都民ファーストの会から出馬し、25,263票の得票を取り当選。

## 来歴
東京都生まれ。
2008年 - 明治学院大学法学部政治学科卒業し、テンプスタッフに新卒で入社。
2009年 - 若手政治勉強会「桃花村塾」を設立。
2011年 - 自民党政経塾第七期優秀賞獲得、同年ファイナンシャルプランナー (国家資格FP協会認定)　資格取得。
2012年 - JCDAキャリアカウンセラー（日本キャリア開発協会認定）取得。
2015年 - 小平市議会議員に29歳にして、初当選。 3,516票を獲得しトップ当選（小平市議会選挙史上最多得票）。
2017年 - 小平市市長選に出馬、15,536票を獲得し次点。
2019年 - 小平市議会議員に当選。 5,591票を獲得しトップ当選（小平市議会選挙史上最多得票）。
2020年 - 小平市議会議長に就任（最年少）。
2021年 - 一般社団法人日本ブルーベリー協会　個人会員として参加。
2023年4月 - 小平市議会議員に3選。5214票を獲得し第2位。
2023年5月 - 小平市議会議長に2選される。
2024年3月10日　小平市長選出馬にともない、議員辞職願いを小平市議会に提出。
2025年4月6日　小平市長選に出馬したが、落選。
2025年6月22日　小平市から東京都議会議員選挙で都民ファーストの会から出馬し、25,263票の得票を取り当選。

## 所属団体・議員連盟
- 一般社団法人日本ブルーベリー協会　個人会員
- 東京若手議員の会
- 子どもの事故予防地方議員連盟
- 一橋大学　国際・公共政策大学院
- 日本FP協会